# Les Amies (film)
Pour les articles homonymes, voir Girlfriend.
 (août 2025).
Pour plus de détails, voir Fiche technique et Distribution.
Les Amies (russe : Подруги, Podrugi) est un film dramatique soviétique réalisé par Leo Arnchtam et sorti en 1935.
Le film est surtout connu pour la musique du film, composée par Dimitri Chostakovitch. Les Amies est le troisième film où le compositeur et le réalisateur ont collaboré. Il est dédié à Romain Rolland.

## Synopsis
Pendant la guerre civile russe, trois filles épousent les idées révolutionnaires et s’engagent comme infirmières au front dans la foulée des bolchevique.

## Fiche technique
- Réalisation : Leo Arnchtam
- Scénario : Leo Arnchtam, Nikolaï Tikhonov, Raïssa Vassilieva
- Photographie : Vladimir Rapoport (en), Arkadi Chafran (ru)
- Assistent réalisateur : Viktor Eisymont
- Décors : Moïssei Levine (ru)
- Musique : Dimitri Chostakovitch
- Son : Ilya Volk (ru)
- Studio : Lenfilm
- Pays : U.R.S.S.
- Date de sortie : 19 février 1936
- Format : noir et blanc
- Durée : 1 h 35

## Distribution
- Zoïa Fiodorova : Zoïa
- Irina Zaroubina (ru) : Natacha
- Yanina Jeïmo : Assia
- Boris Babotchkine : Andrei
- Boris Poslavski (ru) : Silytch
- Vera Popova (ru) : mère de Zoïa
- Boris Tchirkov : Senka
- Vassili Merkouriev : facteur
- Boris Blinov : commissaire
- Maria Blumenthal-Tamarina : Fekla Petrovna
- Nikolaï Tcherkassov : Sergueï Timofeyevitch, officier blanc
- Pavel Volkov (ru) : ouvrier
- Stepan Kaïoukov : aubergiste
- Stepan Krylov : conducteur de train
- Piotr Aleïnikov : soldat blessé
- Vassili Toporkov : policier
- Konstantin Adachevsky (ru) : agent
- Vladimir Sladkopevtsev (ru) : client de l'auberge
- Andreï Lavrentiev (ru) : client de l'auberge
- Pavel Sukhanov (ru) : soldat blanc
- Serafima Birman : épisode
- Yefim Altus (ru) : soldat blessé